# Mariano Rajoy
Mariano Rajoy Brey (Santiago de Compostela, 27. ožujka 1955.) je španjolski konzervativni političar. 
Trenutno je predsjednik najveće oporbene stranke Partido Popular (kratica: PP, hrvatski: Narodna stranka) i kandidat za premijera na parlamentarnim izborima u Španjolskoj održanim u ožujku 2008. 

## Životopis
Rajoy rođen je Santiago de Compostela u autonomnoj zajednici Galiciji. Članom Alianza Popular (hrv. Narodnog saveza) postao je 1981., stranke predhodnice Partido Popular. Iste godine biva izabran u parlament Galicije. 
Od 1989. zastupnik je španjolskog parlamenta. Kao dugogodišnji suradnik bivšeg predsjednika stranke José María Aznar (predsjednik stranke 1990. – 2004.) postajo je 1996. ministar obrazovanja, te 2001. ministar unutarnjih poslova. Bio je 2000. direktor izbornog stožera (šef kampanje) stranke, te je ishodio pobjedu i PP osvojila apsolutnu većinu u parlamentu.
Nakon što se Aznar 2004. povukao postao je neočekivano kandidat za premijera na izborim 2004. Iako je Partido Popular gubila na ugledu zbog potpune podrške američke politike u ratu u Iraku, ispitivanja javnog mnijenja pokazale su dobre rezultate za Rajoya. Tek zbog pogrešno vođene komunikacijske politike konzervativne vlade povodom terorističkih napada na nekoliko vlakova u Madridu uoči parlamentarnih izbora, pobjedu osvaja Španjolska socijalistička stranka (PSOE).
10. rujna 2007. biva izabran za premijerskog kandidata za predstojeće izbore u ožujku 2008.
Rajoy je od 1996. oženjen s Elvirom Fernández Balboa i otac jednog sina.

## Poveznice
- Španjolska
- Partido Popular
- José María Aznar

## Vanjske poveznice
- Mariano Rajoy - službene stranice premijerskog kandidata Partido Popular  Arhivirana inačica izvorne stranice od 14. veljače 2008. (Wayback Machine)